# Бурець Олег Васильович
Оле́г Васи́льович Буре́ць (нар. 22 вересня 1990, м. П'ятихатки, Дніпропетровська область, Українська РСР — пом. 29 січня 2017, м. Авдіївка, Донецька область, Україна) — український військовослужбовець, солдат Збройних сил України. Загинув під час російсько-української війни.

## Життєпис
Народився 1990 року в місті П'ятихатки на Дніпропетровщині. 2005 року закінчив 9 класів місцевої школи № 2. 2009 — Ерастівський коледж імені Е. К. Бродського Дніпропетровського державного аграрно-економічного університету за спеціальністю «Агрономія», здобувши кваліфікацію агротехніка. Працював різноробом.
Під час війни 26 січня 2016 підписав контракт на військову службу на три роки.
Солдат, гранатометник 1-го механізованого батальйону 72-ї окремої механізованої бригади, в/ч А2167, м. Біла Церква.
Загинув 29 січня 2017 року від осколкового поранення під час бою з російсько-терористичними угрупованнями в промисловій зоні міста Авдіївка.
Вранці 29 січня штурмова група 1-го механізованого батальйону під командуванням капітана Андрія Кизила під час контратаки зайняла взводний опорний пункт (ВОП) противника і тримала оборону до підходу основних сил 1-го батальйону. Військовики відбили ворожу атаку, після чого зі сторони терористів розпочався артилерійський і мінометний обстріл. О 9:40 внаслідок прямого влучення міни в окоп загинув капітан Кизило та двоє бійців. Противник намагався вибити українських вояків із зайнятих позицій. Обстріли тривали весь день і всю ніч. Відбиваючи атаки терористів, у бою загинув солдат Бурець.
1 лютого на Майдані Незалежності у Києві сотні людей прощались із сімома воїнами 72-ї ОМБр, які 29 та 30 січня загинули в боях за Авдіївку. 2 лютого Олега поховали на кладовищі у П'ятихатках.
Залишилися мати, брат, дві сестри, дружина, донька та двоє дітей дружини від першого шлюбу.

## Нагороди та вшанування
- Указом Президента України № 22/2017 від 1 лютого 2017 року, «за особисту мужність і самовідданість, виявлені у захисті державного суверенітету та територіальної цілісності України, вірність військовій присязі», нагороджений орденом «За мужність» III ступеня (посмертно)[5].
- Вшановується в меморіальному комплексі «Зала пам'яті», в щоденному ранковому церемоніалі 29 січня[6][7].